# موش‌های انگشت‌دراز
موش‌های انگشت‌دراز (نام علمی: Dactylomys) نام یک سرده از خانواده تیغی‌موشان است.